# Юраньова долина
Юраньова долина (Juráňova dolina) — пам'ятка природи в Словаччині; розташовується в окрузі Тврдошін — біля села Вітанова. Охоронна територія займає 434 га. Протікає Юраньов потік.